# Тунде Чонкіч
Тунде Чонкіч (угор. Csonkics Tünde; нар. 20 вересня 1958) – угорська шахістка і суддя міжнародного класу (Міжнародний арбітр від 1992 року), гросмейстер серед жінок від 1990 року.

## Шахова кар'єра
1979 року перемогла на турнірі за круговою системою в Наленчуві. Незабаром увійшла до чільної когорти угорських шахісток. У 1980 році дебютувала за національну збірну на шаховій олімпіаді у Валлетті, де угорські шахістки завоювали срібні медалі. 1981 року поділила 3-тє місце (позаду Душиці Цеїч та Елішки Ріхтрової, разом із зокрема, Агнешкою Брустман) в Новому Саді, а на наступній олімпіаді (Люцерн 1982) завоювала другу медаль у командному заліку – бронзову. У 1991 році кваліфікувалась до розіграного в Суботиці міжзонального турніру (циклу відбору чемпіонату світу), поділивши на ньому 17-те місце. У 1992 (в Манілі) і 1994 (у Москві) роках виступила на двох шахових олімпіадах, 1994 року здобувши третю медаль у кар'єрі (срібло). У 1995 році здобула в Будапешті бронзову медаль чемпіонату Угорщини. У наступні роки не досягла більше значних шахових успіхів, а від 2002 року не брала участі у турнірах під егідою ФІДЕ.
Найвищий рейтинг Ело в кар'єрі мав станом на 1 січня 1990 року, досягнувши 2370 очок ділила тоді 13-15-те місце в світовому рейтинг-листі ФІДЕ, одночасно займаючи 5-те місце серед угорських шахісток.